# Berou Kyentse Rinpoché
Le 2e Berou Kyentse Rinpoché (1er août 1947–), né Thupten Sherap, est un lama de l'école Karma Kagyu du bouddhisme tibétain et une réincarnation de Jamyang Khyentse Wangpo (1820–1892).

## Naissance
Connu sous le nom de Palpung Beru Khyentse ou Drongsar Khyentse Chokyi Wangpo, Berou Kyentse Rinpoché est né en 1947 (15e jour du 6e mois lunaire) à Nyêtang, au Tibet central, à 25 kilomètres à l'ouest de la capitale Lhassa.

## Activité
En tant que jeune moine, le 2e Beru Khyentse a été reconnu comme tulkou et intronisé par le 16e karmapa en 1955. À l'âge de treize ans, il a conduit ses moines et ses fidèles laïcs de son monastère de Nangchen, hors du Tibet, et a établi une communauté comprenant un monastère et retraite pour eux à Mainpat en Inde. Il a complété des études approfondies en philosophie bouddhiste et une formation aux rituels du Vajrayana , recevant des instructions de nombreux Lamas, dont Dzongsar Khenpo Chimey Rinpoché, Kalou Rinpoché , le 16e karmapa, Khunu Rinpoché, Sakya Trizin et Dilgo Khyentse Rinpoché. Après avoir terminé la retraite traditionnelle de quatre ans dans la tradition Karma Kagyu, il a établi des monastères à Bodh Gaya (monastère Karma Dhargye Chokhorling) et à Katmandou, ainsi que le monastère, le couvent, l'institut et le centre de retraite de trois ans de Nangchen au Tibet.
En 1979, le 16e karmapa l'a nommé son représentant en Australie et en Nouvelle-Zélande. Plus tard, il a fondé son propre centre Tashi Choling en Australie.